# 新女賭博師 壷ぐれ肌
『新女賭博師 壷ぐれ肌』（しんおんなとばくしつぼぐれはだ）は、1971年2月17日に公開された、任侠映画、製作会社は大映京都撮影所。監督は三隅研次。江波杏子、安田道代共演。

## 概要
江波主演の『女賭博師シリーズ』全17作品のうち、第17弾、前作『女賭博師壷くらべ』から約1年の時を経て、タイトルには「新」を付け、大映京都の三隅研次が始めてシリーズの監督を務めたが、大映の倒産により本作がシリーズ最終作となった。

## 配役
- 江波杏子 : 大滝銀子
- 安田道代 : 三沢夏江
- 本郷功次郎 : 政
- 川崎あかね : お蝶
- 水上保広 : 辰造
- 早川雄三 : 南条栄三郎
- 森章二 : 豊次
- 西川ヒノデ : 留五郎
- 伊吹新吾 : 鉄夫
- 山本一郎 : 仙蔵
- 九段吾郎 : 健
- 丘夏子 : 秋子
- 黒木現 : 常
- 堀北幸夫 : 漁港の親分
- 寺島雄作  : 賭場の胴元
- 伊達三郎 : 太田黒
- 渡辺文雄 : 黒門松次郎

## スタッフ
- 監督：三隅研次
- 脚本：高岩肇
- 企画 : 斎藤米二郎
- 撮影：梶谷俊男
- 音楽：鏑木創
- 美術：加藤茂
- 編集：太田雅二

## 併映作品
- 『タリラリラン高校生』: 田中重雄監督